# Oecanthus comptulus
Oecanthus comptulus är en insektsart som beskrevs av Karsch 1893. Oecanthus comptulus ingår i släktet Oecanthus, och familjen syrsor. Inga underarter finns listade.